# Yves André
Yves André (* 1959) ist ein französischer Mathematiker, der sich mit arithmetischer Geometrie befasst.

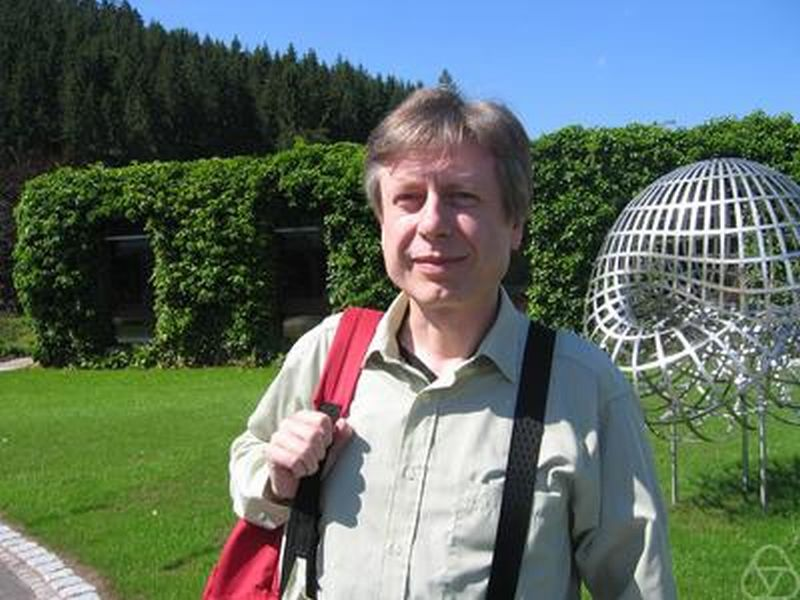
Yves André, Oberwolfach 2007

## Leben
André wurde 1984 an der Universität Paris VI bei Daniel Bertrand promoviert (Structure de Hodge, équations différentielles p-adiques, et indépendance algébrique de périodes d’intégrales abéliennes). Ab 1985 forschte er für das CNRS, ab 2000 als Forschungsdirektor 2. Klasse an der École normale supérieure und ab 2009 als Forschungsdirektor 1. Klasse an der ENS und an der Universität Paris VI (Institut de Mathématiques Jussieu).
Er forscht zur Theorie der Motive, worüber er ein Buch verfasste, die arithmetische Theorie von Differentialgleichungen und arithmetische Gevrey-Reihen, temperierte Fundamentalgruppen in der p-adischen Geometrie.
André bewies die lokale Monodromivermutung von Richard Crew (unabhängig auch von Kiran Kedlaya und Zoghman Mebkhout bewiesen) und die Vermutung von Bernard Malgrange über die Variation von Irregularität in Familien meromorpher linearer Differentialgleichungen nahe ihren Singularitäten. Außerdem bewies er die Vermutung von Bernard Dwork über das logarithmische Wachstum von p-adischen Differentialgleichungen am Rand.
Mit Frans Oort stellte er die André-Oort-Vermutung über spezielle Untervarietäten von Shimura-Varietäten auf, in vorläufiger Form durch André 1989, 1995 in allgemeinerer Form durch Oort. Nach dem Beweis verschiedener Teilresultate (u. a. von André selbst und z. B. von Jonathan Pila) wurde sie in voller Allgemeinheit 2021 durch Jacob Tsimerman, Jonathan Pila und andere bewiesen. Er bewies 2016 die Vermutung der direkten Summanden von Melvin Hochster aus der kommutativen Algebra mit Hilfe der von Peter Scholze entwickelten Methode der perfektoiden Räume.
1990 erhielt er einen Humboldt-Forschungspreis und 1997 war er Fellow der Japan Society for the Promotion of Science. 2007 wurde er auswärtiges Mitglied des Istituto Veneto di Scienze, Lettere ed Arti. 2015 wurde er in die Academia Europaea gewählt. Er war Vortragender auf dem ICM 2018 in Rio de Janeiro (Perfectoid spaces and the homological conjectures). 2011 erhielt er den Prix Paul Doistau-Émile Blutet in Mathematik der Académie des Sciences.

## Schriften (Auswahl)
Außer die in den Fußnoten erwähnten Arbeiten.
- G-functions and geometry. A publication of the Max-Planck-Institut für Mathematik, Bonn, Aspects of Mathematics, Vieweg 1989
- Mumford-Tate groups of mixed Hodge structures and the theorem of the fixed part, Composito Mathematica, Band 82, 1992, S.  1–24, numdam
- On the Shafarevich and Tate conjectures for hyperkähler varieties, Mathematische Annalen, Band 305, 1996, S. 205–248, doi:10.1007/BF01444219
- mit Francesco Baldassarri: De Rham cohomology of differential modules on algebraic varieties. Birkhäuser, 2001
- Period mappings and differential equations. From C to Cp. Tōhoku-Hokkaidō lectures in arithmetic geometry, Tokio, Memoirs Mathematical Society of Japan 2003 (mit Anhang von F. Kato, N. Tsuzuki)
- Une introduction aux motives. In: Panoramas et Synthèses, 17, SMF 2004, pdf
- Galois theory, motives and transcendental numbers. In: Renormalization and Galois Theory. IRMA Lectures in Math. Theor. Phys., 15, 2009, S. 165–177